# Буддийские источники

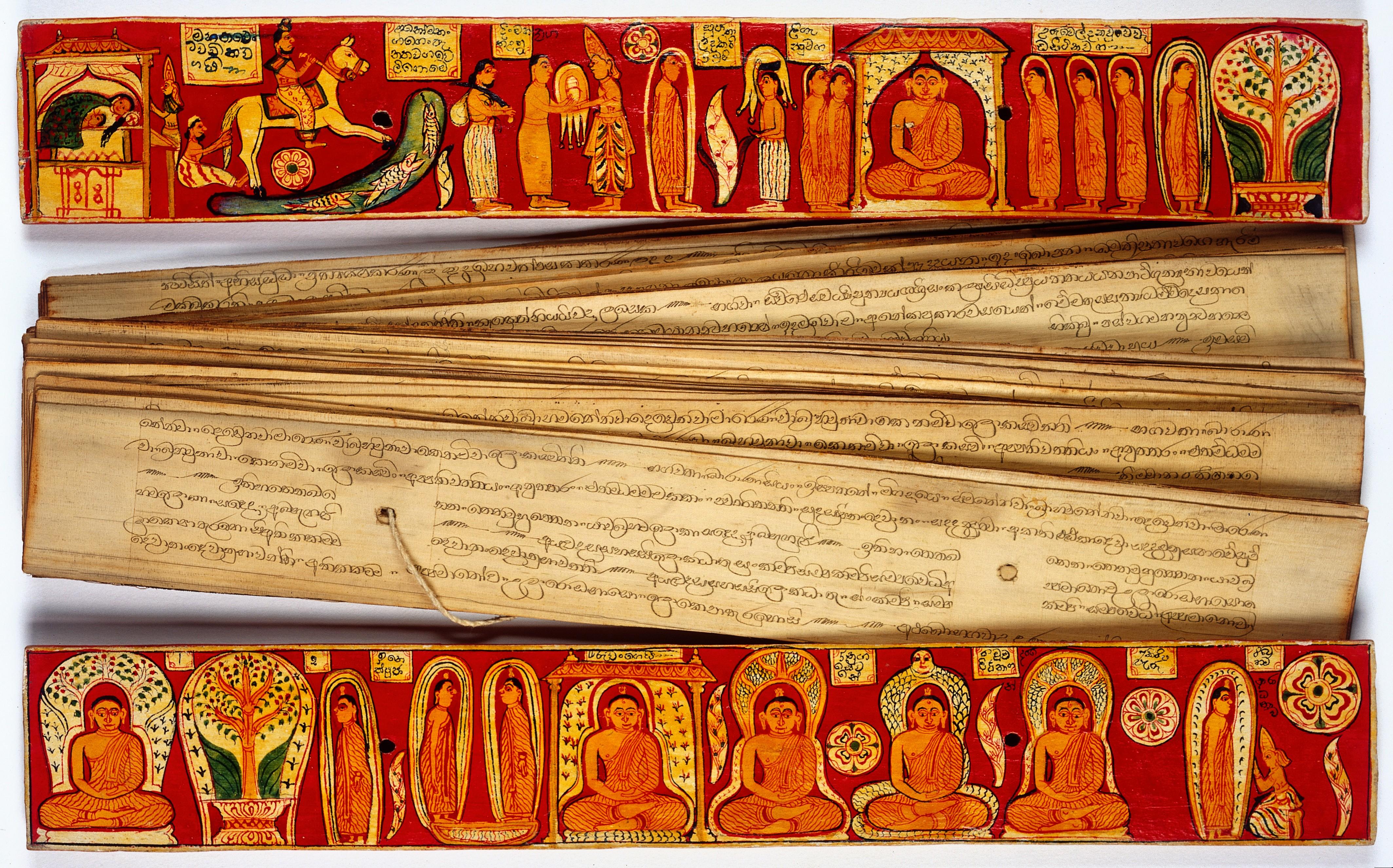
Сингальские манускрипты и иллюстрированные обложки, повествующие о событиях, начиная с отречения Бодхисаттвы и заканчивая просьбой Брахмы Сахампати проповедовать Дхарму после Просветления Будды.

Буддийские источники — религиозные тексты, которые являются частью буддийской традиции. Первые буддийские тексты передавались в устной форме членами монашеской общины. Позднее они были записаны в виде рукописей на разных индоарийских языках (таких как пали, гандахари, буддийский гибридный санскрит) и собраны в различные буддийские каноны. По мере распространения буддизма за пределы Индии, они были переведены на буддийский китайский и классический тибетский языки.
Существует огромное количество буддийских источников, начиная с древнейших времён. Буддийскую литературу классифицируют на каноническую и неканоническую, по языкам, странам и школам. В буддийских традициях эти тексты, как правило, имеют собственное деление, например, «слово Будды» — Буддавачана, многие из которых известны как сутры, и шастры (трактаты) Абхидхармы.
Эти религиозные тексты были написаны на разных языках, разными способами и системами письма. Запоминание, декламация и копирование текстов считалось духовной заслугой. Даже после распространения печати буддисты продолжают копировать их вручную в качестве духовной практики.
Стремясь сохранить священные писания, азиатские буддийские монастыри были в авангарде внедрения китайских книгопечатных технологий, включая производство бумаги и ксилографию. В связи с этим первым сохранившимся примером печатного текста является буддийский свиток-амулет «Сутра великого заклинания незапятнанного чистого света» (ок. 704 г.), первой полностью напечатанной книгой — буддийская Алмазная сутра (ок. 868 г.), а первой раскрашенной вручную гравюрой — изображение Гуаньинь, датируемое 947 годом.

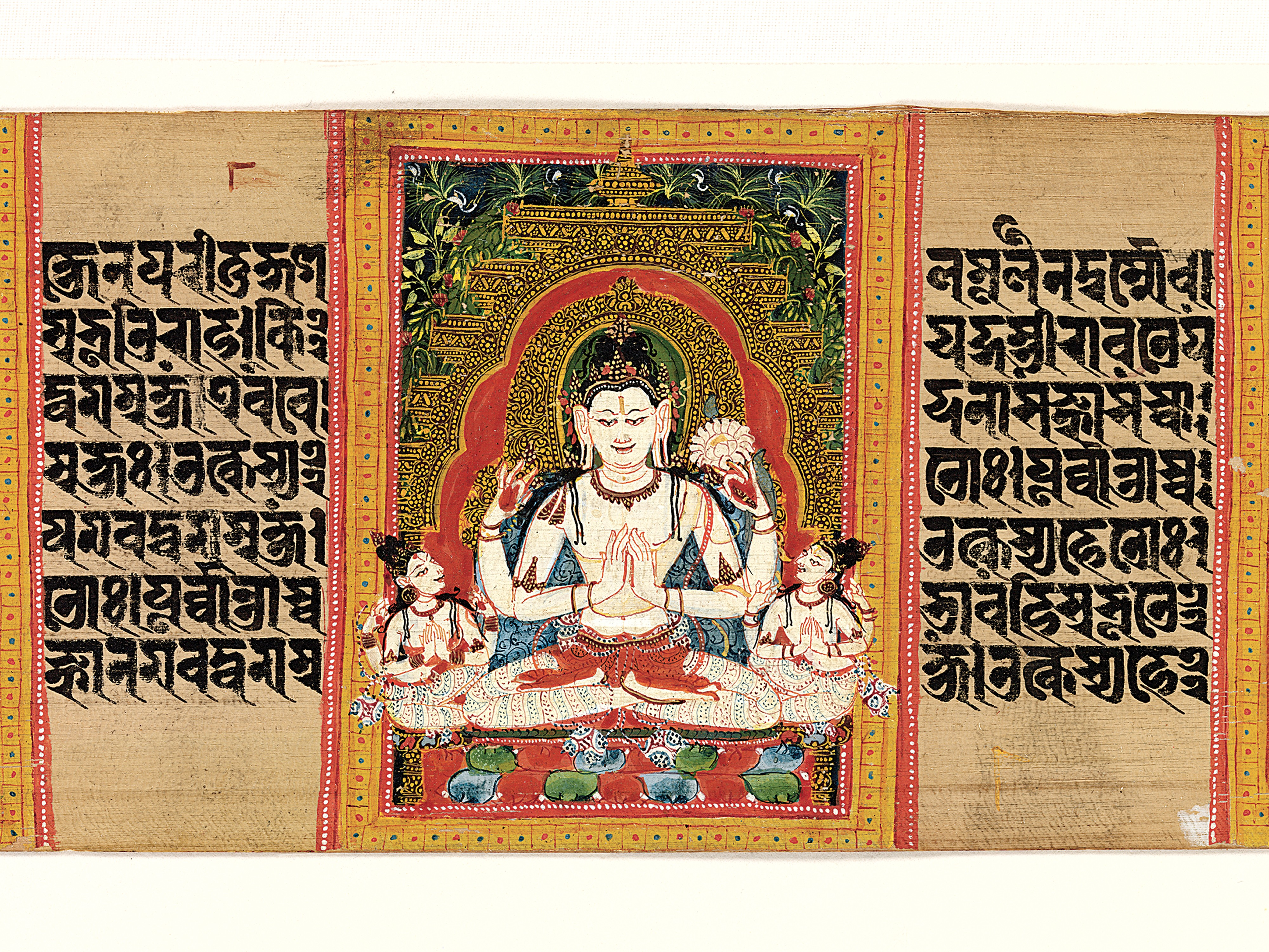
Лист из манускрипта Аштасахасрика-праджняпарамита-сутры с изображением Шадакшари Локешвара, начало XII века, непрозрачная акварель на пальмовом листе.

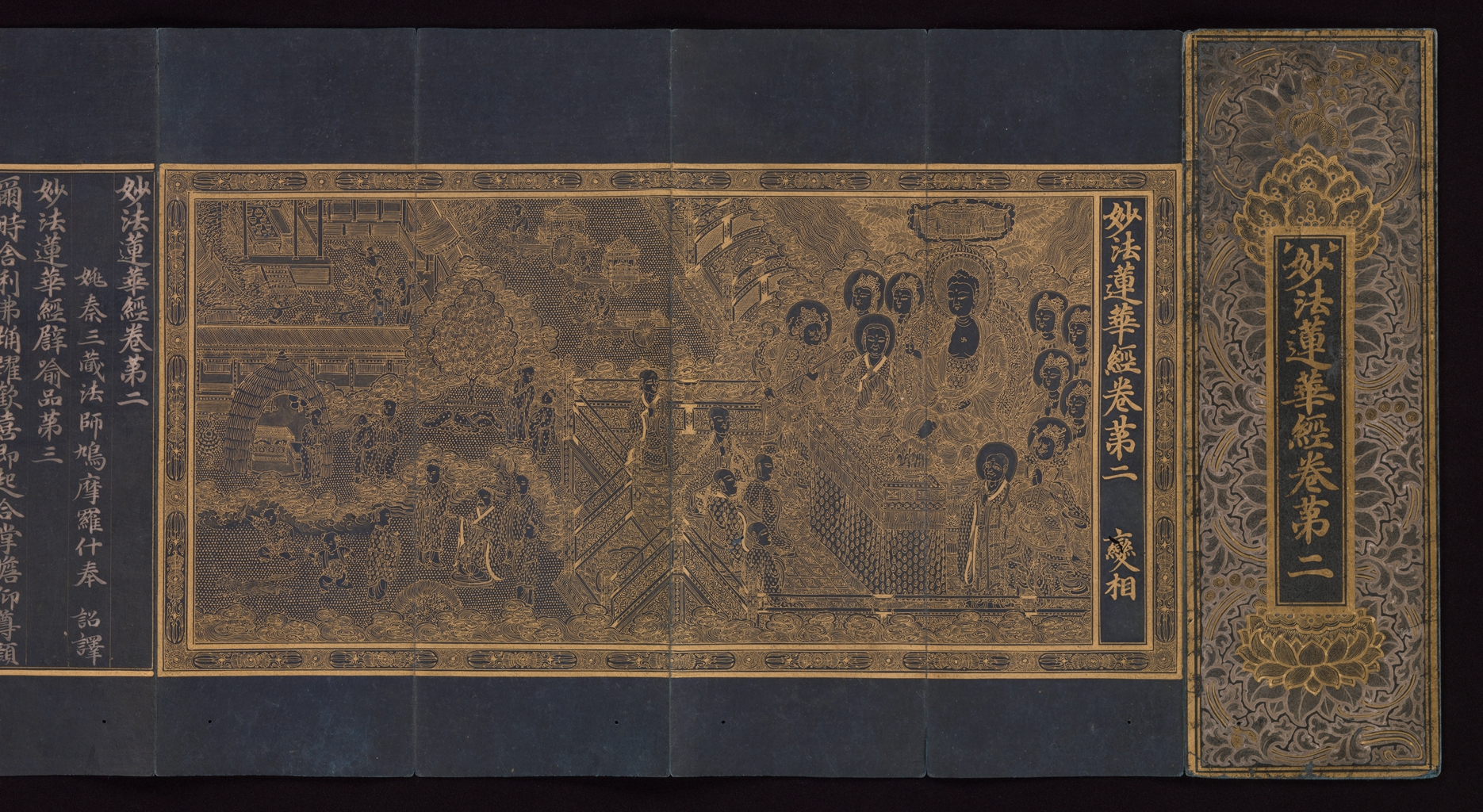
Иллюстрированная Лотосовая сутра из Кореи; около 1340 г., книга формата «аккордеон»; золото и серебро на тутовой бумаге, окрашенной индиго.

## Буддавачана
Концепция буддавачаны («слово Будды») важна для понимания того, как буддисты классифицируют тексты. Тексты буддавачаны имеют особый статус священных писаний и обычно рассматриваются в соответствии с учением Будды, называемым Дхармой. Критерии для определения того, что следует считать буддавачаной, были установлены на самом раннем этапе и ранние формулировки не предполагали ограничения Дхармы тем, что говорил исторический Будда.
Школы Махасангхика и Муласарвастивада относили к буддавачане как наставления Будды, так и его учеников. Считалось, что буддавачану способны передавать различные существа, такие как будды, ученики будд, риши и дэвы. Содержание таких высказываний должно было быть сопоставлено с сутрами, Винаей и оценено на предмет соответствия природе Дхармы. Эти тексты могут быть затем заверены как истинная буддавачана буддой, сангхой, небольшой группой старейшин или одним компетентным старейшиной.
В буддизме Тхеравады стандартным сборником буддавачаны является Палийский канон, известный как Трипитака («Три корзины»). В целом Тхеравада отрицает принадлежность к буддавачане махаянских сутр, не изучает эти тексты и не считает их достоверными источниками.
В восточноазиатском буддизме к буддавачане относят Китайский канон. Наиболее распространённой редакцией является Тайшо Трипитака, которая базируется на Трипитаке Кореана. В эту коллекцию, в отличие от палийской Трипитаки, входят махаянские сутры, шастры (учебные трактаты) и эзотерическая литература.
По мнению досточтимого Ши Сюаньхуа, принадлежавшего к традиции китайского буддизма, есть пять типов существ, которые способны произносить буддийские сутры: будда, ученик будды, дэва, риши и эманации одного из этих существ. Однако сначала будда должен подтвердить, что их речи содержат истинную Дхарму. Тогда эти сутры могут считаться подлинной буддавачаной.
В индо-тибетском буддизме считается, что буддавачана собрана в Кангьюре («Перевод Слова»). Стандартные сборники восточноазиатских и тибетских буддийских канонов всегда объединяли буддхавачану с другой литературой. Общий взгляд на то, что есть буддхавачана, а что нет, в восточноазиатском и тибетском буддизме во многом схож. Тибетский Кангьюр, который принадлежит к различным школам тибетского буддизма Ваджраяны, помимо сутр и винаи, также содержит буддийские тантры и другую родственную тантрическую литературу.

## Тексты ранних буддийских школ

### Ранние буддийские тексты

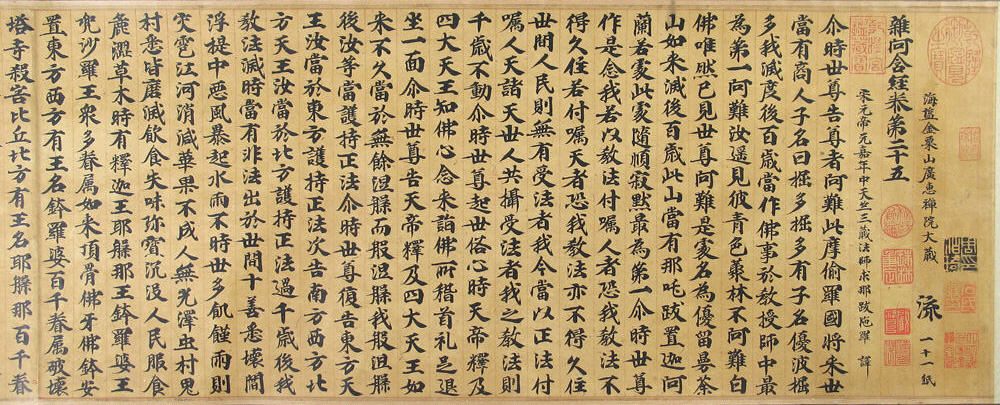
Самъютагама сутта. Китай XI в.

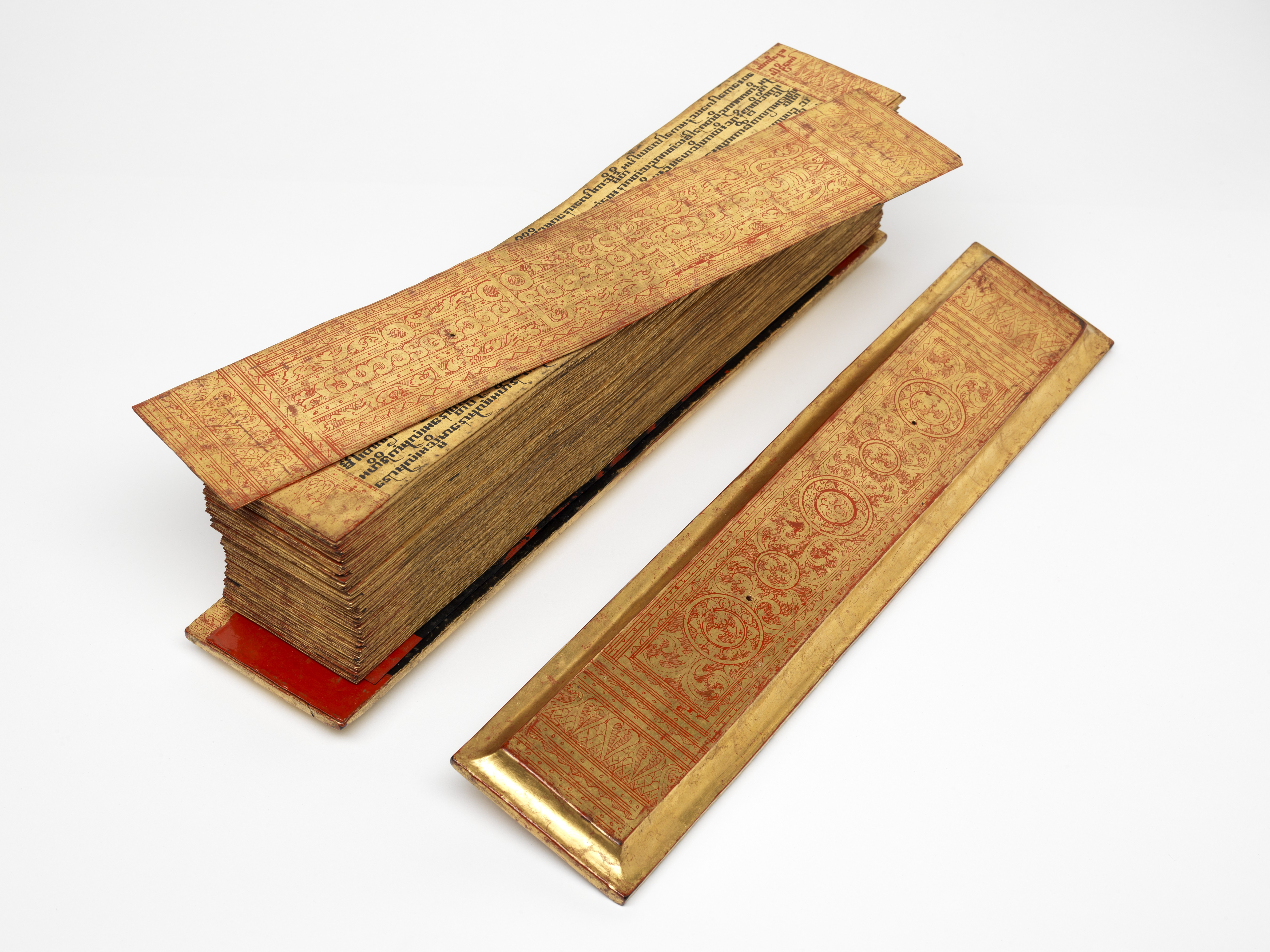
Бирманский палийский манускрипт.

Самые ранние буддийские тексты передавались устно на индоарийских языках, называемых пракритами, в том числе на языках гандхари, раннем магадхи и пали посредством повтора, совместных декламаций и мнемонических приёмов. Позднее эти тексты были сведены в каноны и записаны. Например, Палийский канон был впервые записан в I веке до нашей эры на Шри-Ланке.
Сохранились ранние тексты различных буддийских школ. Самые большие коллекции относятся к Тхераваде и Сарвастиваде, но есть также полные тексты и фрагменты, принадлежащие Дхармагуптаке, Махасангхике, Махишасаке, Муласарвастиваде и другим. Наиболее широко изучаемыми ранними буддийскими материалами являются первые четыре палийских никаи и соответствующие китайские агамы. Современное изучение раннего досектантского буддизма часто опирается на сравнительные исследования с использованием этих ранних буддийских источников.
Различные буддологи, такие как Ричард Гомбрич, Акира Хиракава, Александр Винн и Энтони Уордер, считают, что ранние буддийские тексты содержат материал, который, возможно, восходит к самому историческому Будде или, по крайней мере, к раннему периоду досектантского буддизма.
Хотя существует множество версий текстов ранних буддийских школ, единственная сохранившаяся полная коллекция текстов на среднеиндоарийском языке — это Типитака школы Тхеравады. Другие (части) сохранившихся до наших дней версий Трипитаки ранних школ представлены китайскими агамами, которые включают в себя коллекции Сарвастивады и Дхармагуптаки. Китайский буддийский канон содержит полное собрание ранних сутр в переводе на китайский, они очень похожи на палийские источники, отличаясь в деталях, но не в основном доктринальном содержании.
Тибетский канон также содержит некоторые из этих ранних текстов, но не в виде полных сборников. Самыми старейшими из известных индийских рукописей, содержащих ранние буддийские тексты, написаны на языке гандхара и датируются I веком до н. э. Они составляют буддийскую текстовую традицию гандхарского буддизма, которая была важным связующим звеном между индийским и восточноазиатским буддизмом. Учёные относят эти тексты к школе Дхармагуптака.
Ранние буддийские тексты бывают разных жанров, включая прозаические сутты (санскр. sūtra, пали sutta), дисциплинарные труды (виная), различные формы стихотворных композиций (такие как гатха и удана), смешанные произведения, написанные стихом и прозой (гея), а также списки (матика) монашеских правил или доктринальных тем. Большая часть ранней буддийской литературы относится к жанру «сутта» или «сутра». Это в основном беседы, приписываемые Будде или одному из его близких учеников. Все школы считают их буддавачаной. Вероятно, изначально беседы Будды были организованы в соответствии со стилем изложения. Позже они были собраны в коллекции, названные никаи или агамы, которые затем сформировали Сутта-питаку («Корзина бесед») канонов ранних школ.

### Сутры
Большинство дошедших до нас ранних сутр относятся к школе Стхавира никая, полное собрание сутт другой ранней ветви буддизма Махасангхики было утрачено. Однако сохранились отдельные тексты, например, Шалистамба сутра (сутра рисового стебля). Она содержит множество отрывков, параллельных палийским источникам. В целом этот текст согласуется с основными доктринами ранних сутр школы Стхавира, такими как взаимозависимое происхождение, срединный путь между этернализмом и аннигиляционизмом, пять совокупностей, три яда, Четыре благородные истины и Благородный восьмеричный путь. Еще одним важным источником сутр Махасангхики является Махавасту — сборник текстов, посвящённых биографии Будды. В нём можно найти цитаты и целые беседы, такие как версия Дхармачакра-правартана сутры.

### Виная
Другой значимой разновидностью текстов, помимо сутр, является виная. Литература винаи в первую очередь посвящена аспектам монашеской дисциплины, а также правилам и процедурам, которыми руководствуется буддийская монашеская община (сангха). Терминологически виная противопоставляется дхарме, где пара терминов дхамма-виная означает что-то вроде «учение и дисциплина». К литературе винаи относится обширный ряд текстов. В одних обсуждаются монастырские правила: как они возникли, развивались и применялись. В других изложена доктрина, представлены ритуальные и литургические тексты, биографические рассказы и некоторые элементы джатак. Полностью сохранились различные сборники винаи следующих школ: Тхеравада (на пали), Мула-Сарвастивада (в тибетском переводе), Махасангика, Сарвастивада, Махишасика и Дхармагуптака (в китайских переводах). Кроме того, до наших дней дошли части ряда винай на разных языках.
Помимо сутр и винай у некоторых школ имелись сборники «второстепенных» по значимости текстов. Примером может служить Кхуддака-никая Тхеравады. Вероятно, у школы Дхармагуптака был аналогичный сборник Кшудрака агама, фрагменты текстов этой школы были найдены в Гандхари. В школе Сарвастивады, похоже, тоже был сборник текстов Кшудрака, но они не считались агамами.
Ранние буддийские тексты, которые появляются в таких «второстепенных» сборниках, включают:
- Дхармапады. Эти тексты представляют собой сборники изречений и афоризмов, наиболее известным из которых является палийская Дхаммапада но существуют версии на разных языках, такие как Патна Дхармапада и Гандхари Дхармапада.
- Палийская Удана и Уданаварга[англ.] Сарвастивады. Это сборники «вдохновенных изречений».
- Палийская Итивуттака и китайский перевод кит. 本事 經 Сюаньцзана.
  - Палийская Сутта-нипата, включая такие тексты, как Аттхакавагга и Параянавагга[англ.]. Есть также параллель в китайском переводе Arthavargīya.
- Тхерагатха и Тхеригатха — два стихотворных сборника, связанных с главными учениками Будды. Известно, что существовала и версия на санскрите (санскр. Sthaviragāthā).

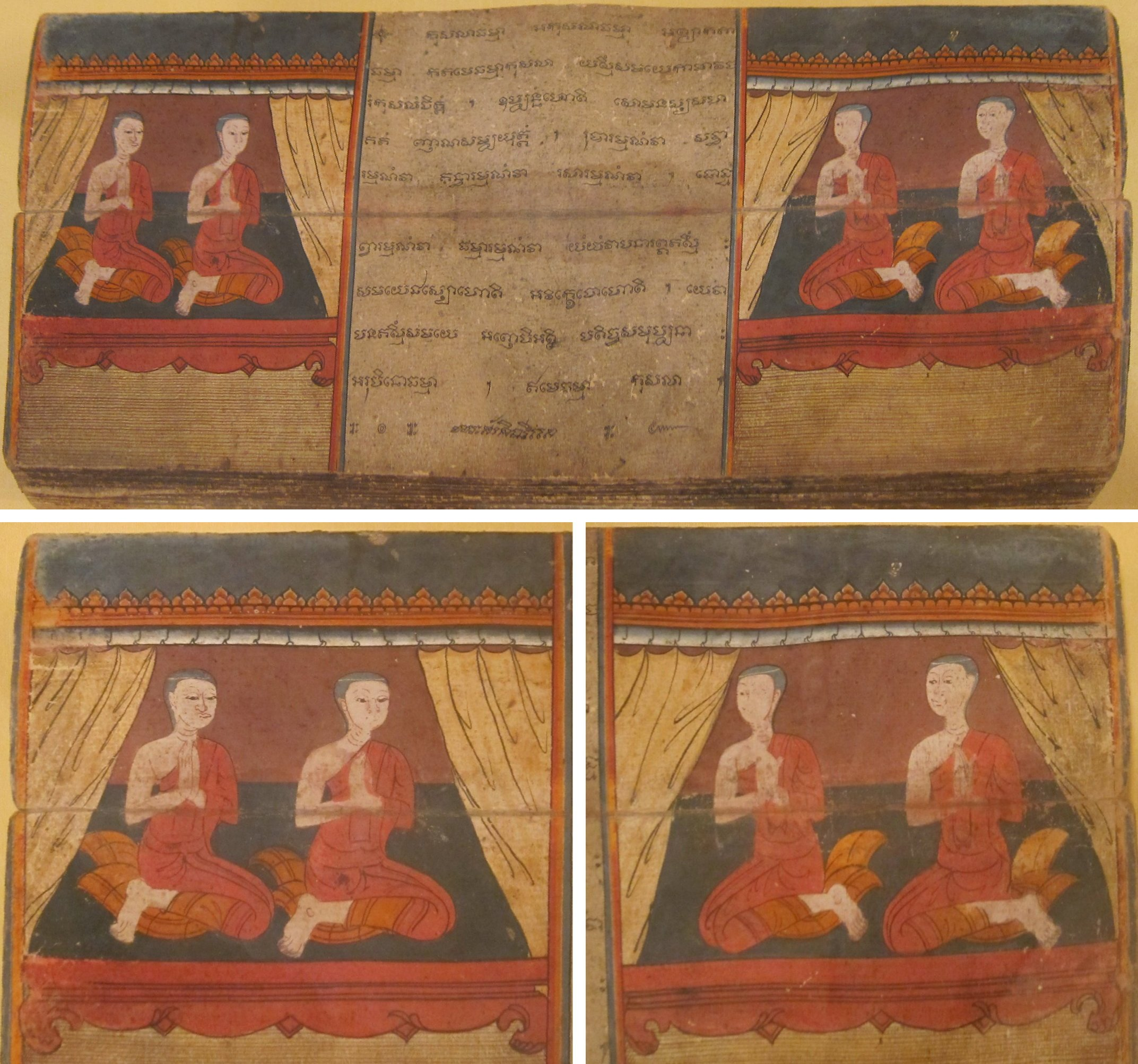
Иллюстрированная рукопись Джатак, Рассказ о посещении Пхра Малаем Небес и Ада, Таиланд, бангкокский стиль, 1813 год, бумага, тушь, цвет и золото, Художественный музей Гонолулу

### Абхидхарма
Абхидхарма (пали Abhidhamma) — тексты, содержащие абстрактную и высокоструктурированную систематизацию мироустройства и явлений природы, описанных в буддийских сутрах. Это попытка наилучшим образом выразить буддийский взгляд на «высшую реальность» (парамартха-сатья) без использования общепринятого языка и повествовательных историй, содержащихся в сутрах. Выдающийся современный исследователь Абхидхармы Эрих Фрауваллнер считал эту буддийскую систематику «одним из главных достижений классического периода индийской философии». Современные учёные в целом придерживаются мнения, что канонические тексты Абхидхармы появились после Будды, примерно в III веке до н. э. Таким образом, считается, что канонические труды Абхидхармы несут слова не самого Будды, а более поздних буддистов.
Абхидхарму можно считать буддийской мировоззренческой философией и психологией. К Абхидхарме относится определённая категория буддийских источников, берущих начало от Абхидхамма-питаки — части Типитаки — буддийского канона. В Абхидхарме более фундаментально и методично излагаются те знания, которые эпизодично изложены в повествовательной традиции сутр.
Существуют разные типы и исторические слои литературы Абхидхармы. Ранние канонические труды, такие как Абхидхамма-питака, представляют собой не философские трактаты, а в основном обобщения и изложения ранних доктринальных списков с объяснениями. Они составлены на основе ранних буддийских списков или матриц (пали mātṛkās) ключевых учений, например, 37 факторов, ведущих к Пробуждению. Эрих Фрауваллнер утверждал, что в самых ранних трудах Абхидхармы, таких как Вибханга Тхеравады, Дхармаскандха Сарвастивады и Шарипутрабхидхарма школы Дхармагуптака, существует «древнее ядро» раннего досектантского материала.
До наших дней дошло только два полных канонических собрания Абхидхармы, оба из которых содержат семь текстов, Абхидхамма Тхеравады и Сарвастивады, которые сохранились в китайском переводе. Кроме того, есть тексты, принадлежащие другим традициям, такие как Шарипутрабхидхарма школы Дхармагуптака, Таттвасиддхи и различные труды типа Абхидармы Пудгалавады.

### Неканонические тексты
Более поздние постканонические труды Абхидхармы были написаны в виде больших трактатов (шастры), комментариев (атхакатха ), либо небольших вводных руководств. Это более развитые философские труды, которые включают множество нововведений и доктрин, которых нет в канонической Абхидхарме.
В ранних буддийских школах также сохранились более поздние тексты, которые рассматривались как канонические или нет, в зависимости от традиции. Одна из самых больших категорий текстов, не относящихся к сутрам, винае и абхидхарме, включает различные сборники повествований, такие как джатаки и аваданы (пали apadāna). Это поучительные сказания и легенды, касающиеся предыдущих рождений Гаутамы Будды как в человеческом, так и в животном мире. Различные буддийские школы имели свои собственные сборники этих сказаний и часто встречаются расхождения во мнении относительно того, какие истории являются каноническими.
Ещё одним жанром, который со временем развился в различных ранних школах, были биографии Будды. К этим произведениям относится Махавасту школы Локоттаравада, Лалитавистара сутра, принадлежащая северной традиции, Ниданакатха Тхеравады Абхинишкрамана-сутра Дхармагуптаки.
Одна из самых известных биографий Будды это Буддачарита Ашвагхоши, эпическая поэма на классическом санскрите. Еще одним санскритским буддийским поэтом был Матчеша, который сочинил различные благочестивые гимны в шлоках. Среди других более поздних агиографических текстов можно назвать Буддхавамсу , Чарияпитаку и Виманаваттху (а также китайский аналог этого текста пали Vimānāvadāna).
Есть также несколько уникальных оригинальных текстов, таких как Милиндапаньха (буквально «Вопросы Милинды») и его китайский аналог Нагасена Бхикшу Сутра (кит. 那先比丘經). Эти тексты описывают диалог между монахом Нагасеной и индо-греческим царем Менандром (пали Milinda). Это сборник доктрин, охватывающий широкий круг вопросов.

## Каноны
Первоначальный буддийский канон был утрачен.
В настоящее время известно три варианта буддийского канона:
- Трипитака — канон на палийском языке. Почитается буддистами тхеравады Шри-Ланки, Бирмы (Мьянмы), Таиланда, Камбоджи и Лаоса;
- Да-цзан-цзин — Трипитака на китайском языке. Признается буддистами Махаяны Китая, Кореи, Японии и Вьетнама;
- Ганджур — Трипитака на тибетском языке. Священна для народов Тибета, Бутана, Монголии, Бурятии, Калмыкии и Тывы.

Сочинения раннего буддизма были сохранены в первую очередь в каноне Трипитака на языке санскрит и в аналогичном каноне Типитака на языке пали.
Учение Тхеравады опирается на палийский канон. Тхеравада и другие школы раннего буддизма считают, что каноны содержат непосредственные слова Будды. Ученые также считают, что некоторые фрагменты палийского канона и агамы могут содержать отрывки оригинального Учения (а может даже и реальные выражения) Будды. Но это не относится к более поздним Сутрам Махаяны. Писания раннего буддизма предшествуют работам Махаяны по хронологии и рассматриваются многими западными учеными как основной источник надежной информации, касающейся Учения Будды Шакьямуни.
Позже появился Канон махаяны, содержащий более 600 сутр по различным линиям передачи. Считается также, что этот канон содержит непосредственно слова Будды и бодхисаттв, традиция считает, что многие сутры передавались через нагов — мифических змей. Наиболее полный Канон махаяны имеется на китайском языке, хотя оригинальный канон был написан на языке санскрит, канон имеется также в переводе на тибетский язык.
Тибетский канон, принадлежащий к направлению Ваджраяна, помимо классических буддийских текстов раннего буддизма и махаяны содержит ещё и тантрические тексты и многочисленные комментарии.
Буддизм японской школы Сингон классифицирует тексты по отношению к манифестациям Будды (Трикая) — ранние тексты относятся к Нирманакае, сутры Экаяны — к Самбхогакае, а тексты Ваджраяны — к Дхармакае.

## Тексты Тхеравады

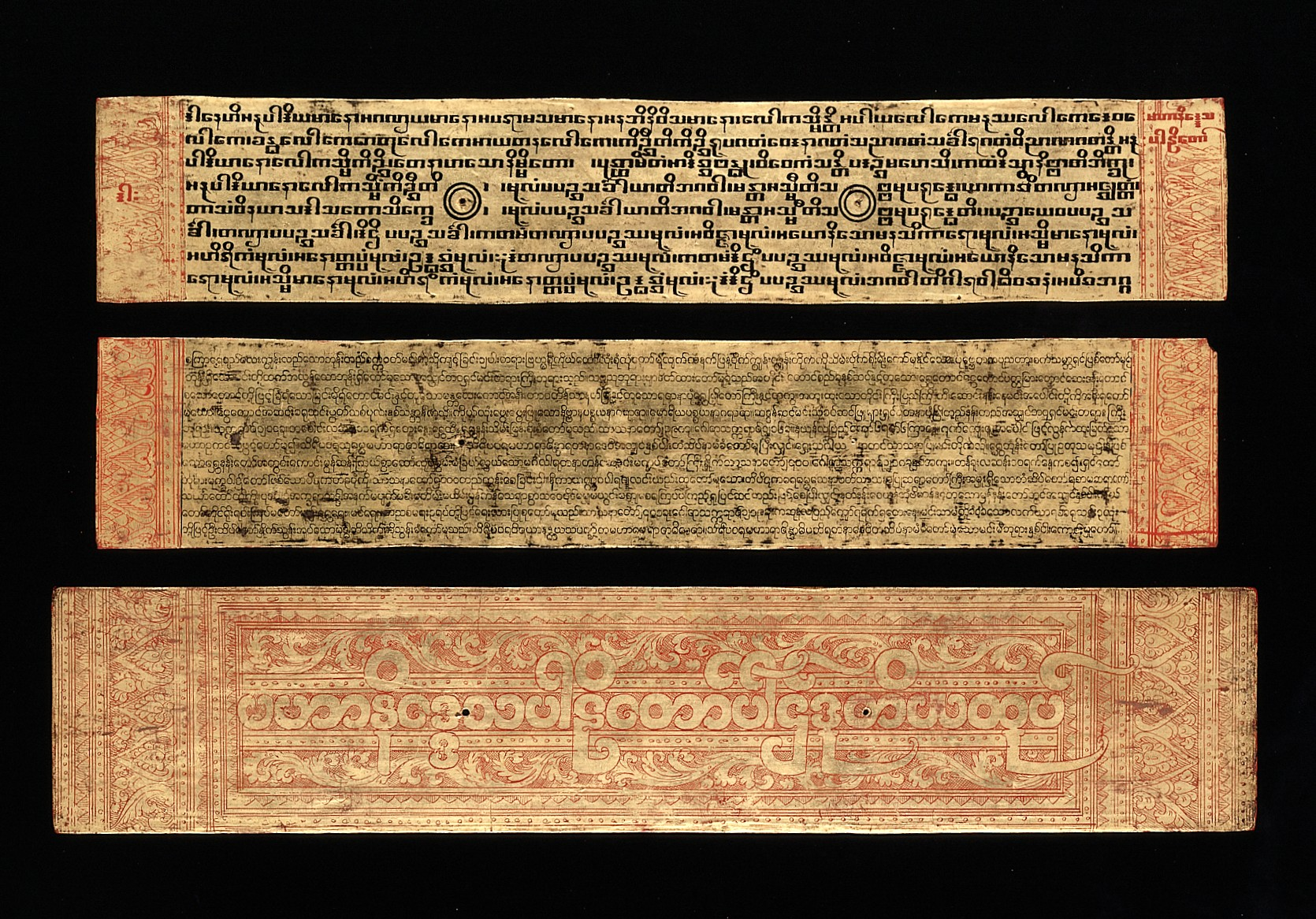
Копия бирманско-палийской рукописи буддийского текста Маханиддеша, демонстрирующая три различных типа бирманской письменности: (вверху) средняя квадратная, (в центре) круглая и контурная круглая (внизу).

Традиция Тхеравады обладает обширной комментаторской литературой, большая часть которой до сих пор не переведена. Эти тексты приписывают ланкийским учёным, таким как Буддхагхоша (V век н. э.) и Дхаммапала. Есть также дополнительные комментарии (пали ṭīkā) или комментарии к комментариям. Буддхагхоша был также автором Висуддхимагги («Пути очищения»), текста, который представляет собой руководство по учению и практике в соответствии с традицией Махавихара Шри-Ланки. По мнению Ньянамоли Бхиккху, этот текст считается «основным неканоническим источником Тхеравады». Схожая работа меньшего размера — это Вимуттимагга. Другой очень влиятельный труд на пали Тхеравады — это Абхидхамматха-сангаха (XI или XII век), короткое 50-страничное вступительное резюме к Абхидхамме, которое широко используется при её изучении.
Текстовая традиция Тхеравады распространилась в Бирме и Таиланде, где продолжала процветать благодаря таким работам, как Аггавамса Садданити и Джинакаламали Ратанапанья. Палийская литература продолжила формироваться и в современную эпоху, особенно в Бирме, где, например, Махаси Саядо, переводил некоторые из текстов с бирманского на пали.
Сохранилось также множество эзотерических текстов Тхеравады, в основном из Юго-Восточной Азии. Эта традиция процветала в Камбодже и Таиланде до реформистского движения, начатого Рамой IV в XIX в. Один из этих текстов был опубликован на английском языке Палийским текстовым обществом как «Руководство мистика».
Начиная с середины XV века в бирманской буддийской литературе появились уникальные поэтические формы. Основным типом поэзии стали пьоу которые представляют собой обширные и красочные переводы палийских буддийских произведений, в основном джатак. Возник также жанр бирманских комментариев или nissayas, которые использовались для обучения пали. В XIX веке случился расцвет бирманской буддийской литературы в различных жанрах, включая религиозную биографию, Абхидхарму, правовые тексты и труды, посвящённые медитации.
Одним из значимых текстов тайской литературы является «Три мира по словам короля Руанга» (1345) Фья Литхая, который представляет собой обширное космологическое и концептуальное исследование тайской буддийской вселенной.
«Палийский Канон» был тщательно отредактирован примерно через 1000 лет после смерти Будды, в V или VI веке нашей эры.
Кроме того, ранее «Палийский Канон» был отредактирован ближе к концу I века до нашей эры. Поэтому «Палийский Канон» представляет собой дважды отредактированный, модифицированный текст, и не может соответствовать «Раннему Буддизму» на материке.
«Палийский Канон» во многом основан на работах Буддхагхоши и его коллег в V веке нашей эры. Только в V-VI веках нашей эры есть какие-либо надежные свидетельства о содержании «Палийского Канона».
Ученые в целом согласны с тем, что и самые ранние части «Палийского Канона» включают более поздние дополнения.
Полные рукописи всех четырех Никай «Палийского Канона» датируются только XVII веком и позже.
В «Эдиктах Ашоки» обнаружено немного текстов из «Палийского Канона», но все они представляют собой второстепенные короткие тексты и не имеют ничего общего с важнейшими догматическими суттами Никай «Палийского Канона».
«Палийский Канон», судя по всему, не является учением исторического Будды.

## Тексты Махаяны

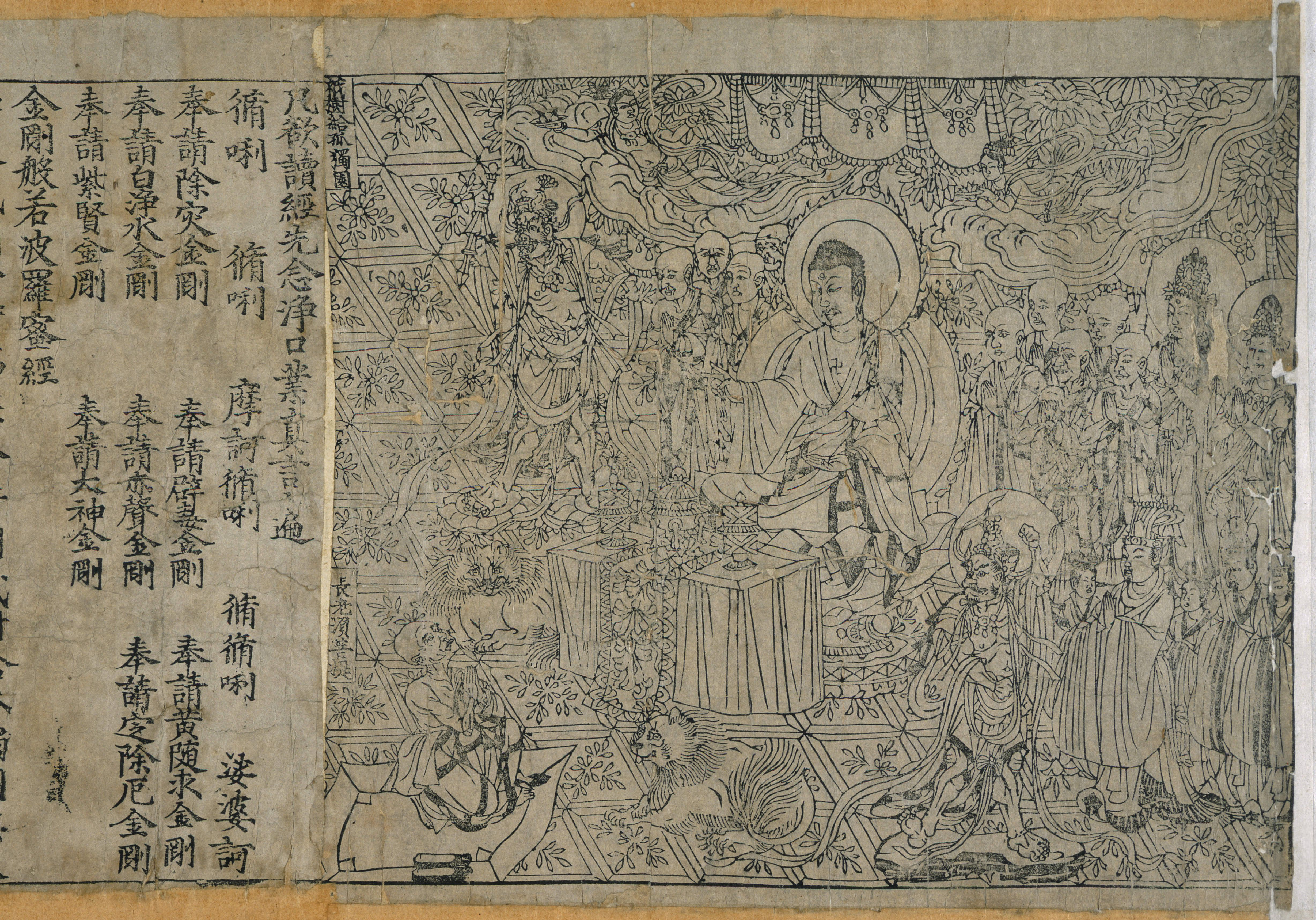
Фронтиспис Китайской алмазной сутры, самой старой известной датированной печатной книги в мире.

Махаяна сохранила очень старую «доканоническую» традицию Буддизма, которая в значительной степени, но не полностью, была исключена из канона Тхеравады.
Махаяна сохранила древние идеи от которых отказалась Тхеравада, такие как доктрина Трех Тел Будды, идея сознания (Виджняна) как континуума, а также почитание буддийского пантеона.
Элементы этого Доканонического Буддизма пережили канонизацию, последующую фильтрацию идей и возродились в Махаяне.
Традиции Тхеравады и Махаяны «различные, но одинаково надежные записи Доканонического Буддизма, который теперь утерян навсегда».
Примерно в начале нашей эры началось создание нового литературного жанра сутр с акцентом на идеале бодхисаттвы, широко известного как Махаяна («Великая колесница») или Бодхисаттваяна («Колесница бодхисаттвы»). Самые ранние из этих сутр назывались не «Махаяна», а вайпулья (обширные, обширные) сутры или гамбхира (глубокие, глубокие) сутры. Существуют различные теории возникновения Махаяны. По одной версии «это было в первую очередь текстовое движение, сосредоточенное на обнаружении, проповедовании и распространении махаянских сутр, которое развивалось в рамках традиционных буддийских социальных и институциональных структур и никогда от них не отходило. Ранние дхармабханаки (проповедники, читавшие сутры) были влиятельными фигурами и распространяли эти новые тексты в буддийских общинах. Многие из махаянских сутр были написаны на санскрите (гибридных формах и на классическом санскрите), а затем переведены на тибетский и китайский, сформировав соответствующие каноны ( Кангьюр и Тайсё Трипитака), которые затем разработали свои собственные текстовые истории. Санскрит был принят буддистами на севере Индии в кушанскую эпоху, а санскритская буддийская литература стала доминирующей текстовой традицией в Индии вплоть до упадка буддизма.
Махаянские сутры обычно считаются внутри этой традиции более глубокими и приносящими больше духовных заслуг и благ, чем тексты шраваков. Буддисты Махаяны традиционно считают свои сутры словом Будды. Появление новых текстов они объясняют тем, что они тайно передавались через линии сверхъестественных существ (таких как наги) до тех пор, пока люди не оказались готовы их услышать, или же сутры были явлены избранным непосредственно через видения и медитативный опыт.
Согласно Дэвиду Макмахану, литературный стиль сутр Махаяны демонстрирует, что эти тексты в основном были созданы как письменные произведения. В них использованы разные литературные и повествовательные способы для защиты легитимности этих текстов как слова Будды. Сутры Махаяны, например, Гандавьюха, также часто подвергают критике ранних буддийских деятелей, таких как Шарипутра, за недостаток знаний и добродетели, поэтому в них старейшины или шраваки считаются недостаточно умными, чтобы принять учения Махаяны, в то время как более продвинутая элита, бодхисаттвы, изображаются как те, кто способен видеть высшие учения.
Эти сутры не признавались различными ранними буддийскими школами словом Будды и во всём буддийском мире велись оживлённые споры по поводу их подлинности. Буддийские общины, такие как школа Махасангхика, разделились в соответствии со своими доктринальными принципами на подшколы, которые принимали или не принимали эти тексты. В средневековый период школа Тхеравады Шри-Ланки также разделилась по этому вопросу. Махавихара отвергла эти тексты, а секта Абхаягири (ныне исчезнувшая) приняла их. Комментарии Тхеравады упоминают эти тексты (которые они называют Ведалла/Ветулла) как подделку, не являющаяся словом Будды. Современная Тхеравада обычно не рассматривает эти тексты как буддавачану.
До V века движение Махаяны имело довольно небольшой масштаб и найдено очень мало рукописей, созданных ранее этого времени (например, в Бамиане). Однако, согласно Вальзеру, в V и VI веках количество текстов значительно увеличилось. Китайские паломники, такие как Фасянь, Ицзин и Сюаньцзан, путешествовавшие в тот период по Индии, действительно описывают монастыри, которые они называют «Махаяна», равно как и монастыри, в которых жили вместе как махаянские монахи, так и монахи других традиций.
Помимо пропаганды идеала бодхисаттвы, махаянские сутры полны космологических описаний и мифов, несут идеи чистых земель и великих, небесных будд и бодхисаттв, новых мощных религиозных практик, мысли о природе Будды, а также целый ряд новых философских перспектив. Эти тексты представляют собой истории откровений, в которых Будда учит бодхисаттв, которые клянутся учить и распространять эти сутры. Сутры также продвигали новые религиозные практики, которые, как предполагалось, должны были облегчить достижение состояния будды, такие как «слушание имён опредёленных будд или бодхисаттв, соблюдение буддийских заповедей, а также слушание, запоминание и копирование сутр». Некоторые сутры Махаяны утверждают, что эти практики приводят к перерождению в Чистых землях, таких как Абхирати и Сукхавати, где стать буддой намного легче.

### Праджняпарамита
Праджняпарамита (санскр. «запредельная мудрость») — одна из центральных концепций буддизма Махаяны. Мудрость в данном контексте означает возможность видеть мир таким, каким он является на самом деле. Тексты Праджняпарамиты не содержат подробных философских доказательств, а просто описывают истинную природу реальности.

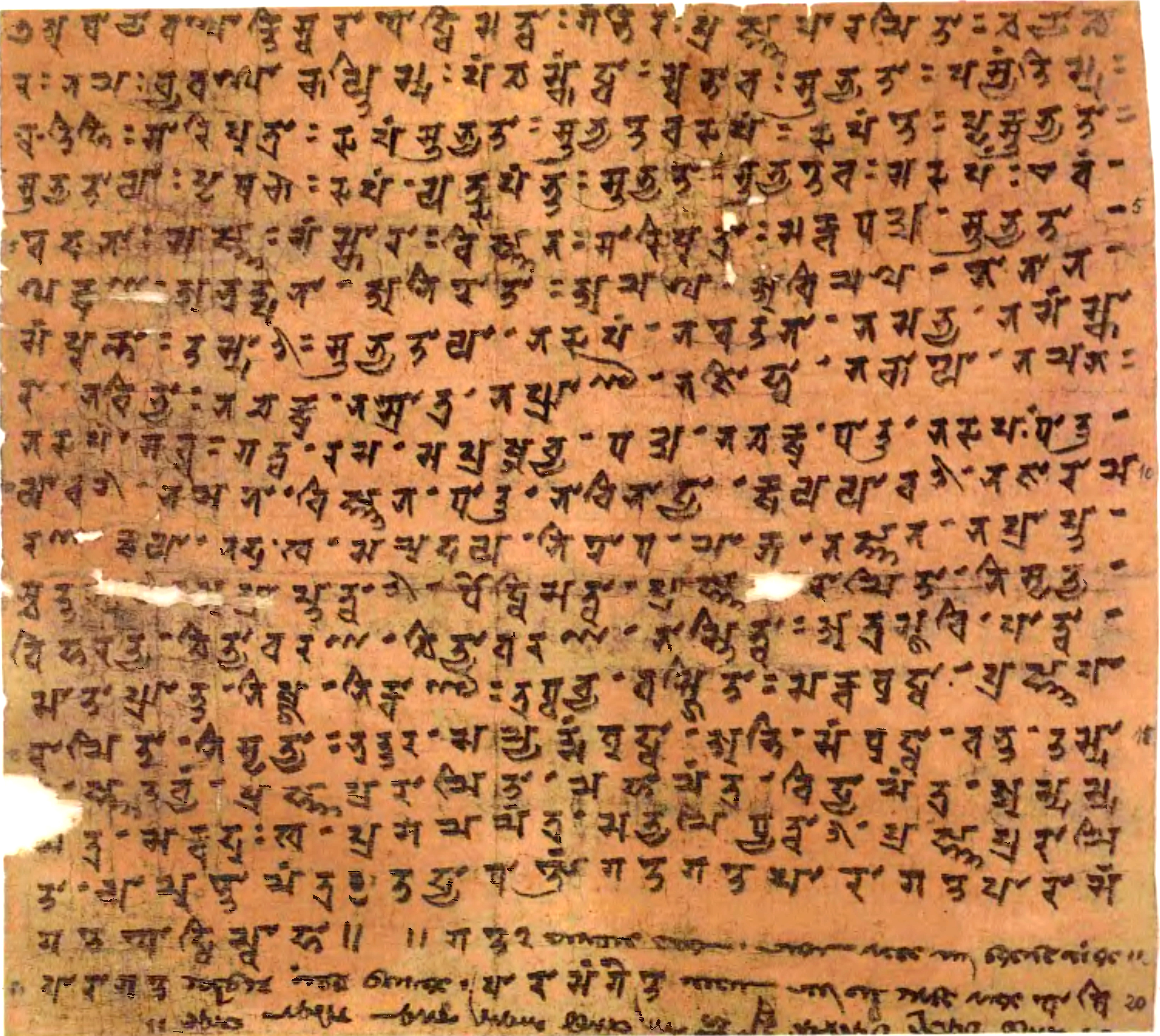
Санскритская рукопись «Сутры сердца», написанная шрифтом Сиддха. Национальная библиотека Франции

### Саддхарма-пундарика
Также называемая Лотосовая сутра. Объясняет, что три колесницы (колесница шраваков, колесница пратьекабудд и колесница бодхисаттв) в действительности являются не тремя разными путями, ведущими к трем разным целям, а одним путём с одной целью. Также в сутре описана концепция целесообразных средств (упайи), в которой внимание практикующего акцентируется на собственных специфических техниках и методах достижения просветления.

### СутрыЦзинту
К данной категории относятся три основные сутры, известные в дальневосточной традиции под общим названием «Трёхчастный канон Чистой земли» (кит. Цзинту сань бу цзин 淨土三部經): «Большая Сукхавативьюха сутра», «Малая Сукхавативьюха сутра» и «Амитаюрдхьяна сутра». Эти тексты описывают происхождение и природу расположенной на западе Чистой земли Сукхавати, в которой пребывает Будда Амитабха. В них также перечисляются 48 обетов Амитабхи, который, будучи ещё бодхисаттвой по имени Дхармакара, поклялся создать Чистую Землю, где все существа могли бы практиковать Дхарму без сложностей и отвлечений. Эти сутры легли в основу Буддизма Чистой Земли, который фокусирует внимание на вере в клятвы Амитабхи.

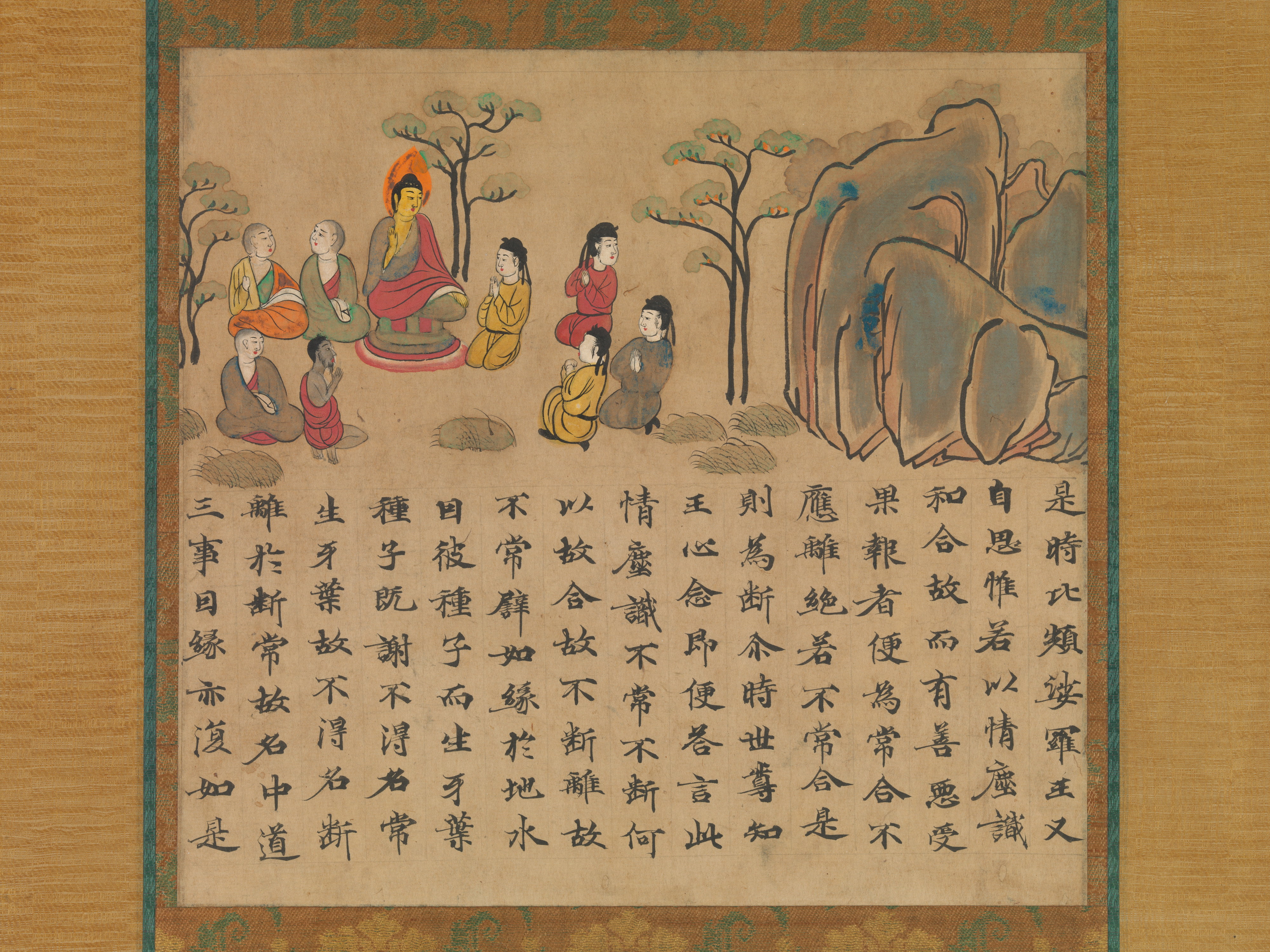
Отрывок из иллюстрированной сутры прошлой и настоящей кармы (Kako genzai inga ky emaki), середина VIII века, Япония.

### Сутры трансмиграции
Сутры, сосредоточенные на действиях, которые приводят к существованию в различных сферах, а также сутры, которые излагают учение о двенадцати звеньях.

### Сутры дисциплины
Посвящены поведению бодхисаттв — Пратимокша.

### Сутры протомахаяны
Неканонические тексты
Наиболее значимы следующие сочинения:
- Нагарджуна: Муламадхьямикакарика.
- Шантидева: Бодхичарьяаватара .
- Асанга: (полученные от бодхисатвы Майтрея): Madhyantavibhaga, Abhisamayalamkara, Mahayanasutralamara, Abhisamayalamkara, а также самостоятельные сочинения Mahaynasamgraha, Abhidharmasamucaya, Yogacabhumi.
- Васубандху: Trisvabhava-nirdesha, Vimshatika, Trimshika. Абхидхармакоша.
- Дигнага: Pramanavarttika.
- Ашвагхоша: Пробуждение веры в Махаяну